# Литијумова бомба
Литијумова бомба је врста термонуклеарног оружја код које се као активни састојак употребљава изотоп литијума са 3 протона и 3 неутрона у језгри. Дејством неутрона послије иницијалне фисионе експлозије литијум се претвара у трицијум (водоник са 2 неутрона и једним протоном у језгри) и нуспроизвод хелијум.
Трицијум и деутеријум (друга компонента термонуклеарног експлозива) представљају смјесу за коју је потребна релативно ниска температура за отпочињање нуклеарне реакције. Литијумдеутерид је чврста материја и као таква погодна за манипулацију и уградњу у термонуклеарне бомбе. Кориштењем литијума елиминише се или знатно смањује потреба коришћења скупог трицијума.